# Nørreris
Nørreris er en lille herregård som oprindelig var en Bondegård fra 1781, der blev drevet under Lynderupgård og ligger i Lynderup Sogn, Rinds Herred, Viborg Amt, Møldrup Kommune. Hovedbygningen er opført i 1867
Nørreris Gods er på 278 hektar med Bækagergård 

## Ejere af Nørreris
- (1781-1803) Mogens Lottrup
- (1803-1821) Mette Marie Maltesdatter Friis gift (1) Secher (2) Lottrup
- (1821-1828) Jens Lund / Holm / Brendstrup
- (1828-1840) Kield Pedersen Kieldsen / Jens Pedersen Kieldsen
- (1840-1864) Kield Pedersen Kieldsen
- (1864-1867) Anna Margrethe Mikkelsdatter Kjeldsen gift Kieldsen
- (1867-1896) Peder Kieldsen
- (1896-1945) Johannes Kieldsen
- (1945-1982) Erik Kieldsen / Henrik Kieldsen
- (1982-1987) Henrik Kieldsen
- (1987-2000) Nørreris I/S v/a Inger Kieldsen / Niels Kieldsen
- (2000-) Niels Kieldsen

|  | Denne artikel om en bygning eller et bygningsværk kan blive bedre, hvis der indsættes et (bedre) billede. Du kan hjælpe ved at afsøge Wikimedia Commons for et passende billede eller lægge et op på Wikimedia Commons med en af de tilladte licenser og indsætte det i artiklen. |

56°34′44″N 9°18′39″Ø / 56.57889°N 9.31083°Ø